# Марицбург Юнайтед
«Марицбург Юнайтед» (англ. Maritzburg United Football Club) — южноафриканский футбольный клуб из Питермарицбурга, основанный в 1979 году. Выступает в Премьер-лиге ЮАР. Домашние матчи проводит на стадионе «Вудбёрн Регби Стэйдиум».

## История
«Марицбург Юнайтед» был образован в 1979 году и пришел на смену «угасавшему» в то время клубу «Марицбург Сити». Первые свои шаги клуб из Питермарицбурга делал в Федерации Профессиональной Лиги (Federation Professional League). Единственным более или менее значимым успехом команды можно считать победу в Кубке ЮАР по версии ФПЛ (Federation Professional League) в 1983 году. После распада ФПЛ «Марицбург Юнайтед» долгое время находился вне «большого» футбола, пока, в сентябре 2005 года, владельцу клуба Фаруку Кадодиа не удалось выкупить клуб «Тембиса Клэссик», добившегося в 2005 году права на участие в Премьер-лиге ЮАР в сезоне 2005/2006. Заняв в первом своём сезоне 14-е место, в следующем сезоне клуб из Питермарицбурга вылетел обратно в Первый дивизион. Однако уже через год «Марицбург Юнайтед» снова оказался в футбольной элите ЮАР, где по итогам сезона 2008/2009 занял 12 -е место.

## Достижения

### Местные
- Обладатель Кубка ЮАР (по версии Федерации Профессиональной Лиги (Federation Professional League) — 1 (1983)